# Wielki Rytuał
Wielki Rytuał (ang. Great Rite) – wiccański rytuał, którego elementem jest stosunek płciowy, bądź też symboliczne zastąpienie go w inny sposób. Zazwyczaj wykonywany jest przez najwyższego kapłana i najwyższą kapłankę, ale inni uczestnicy mogą być również wybierani do wykonania ceremonii. W wersji symbolicznej najwyższa kapłanka zanurza athame, lub rytualny nóż będący synonimem męskości w reprezentującym pierwiastek żeński pucharze bądź kielichu wypełnionym winem i trzymanym przez najwyższego kapłana. Wielki Rytuał symbolizuje powstanie związku pomiędzy Boginią, a Bogiem i zalicza się do kultu płodności. Odprawiany jest przy okazji różnych świąt. Jednym z nich jest Beltane obchodzony pierwszego maja na półkuli północnej, a pierwszego listopada na półkuli południowej.